# 미카형 증기 기관차
미카형 증기 기관차는 대한민국에서 운행했던 바퀴의 배열이 2-8-2인 증기 기관차의 이름이다. 일본어로 황제(Mikado)를 뜻하는 단어의 첫 두 음절에서 이름이 유래하였다. 1919년부터 300량 이상 도입되었으며, 현재 대한민국에서는 전량 퇴역했다. 조선민주주의인민공화국에서는 미카 3형이 최소 2003년까지 운용되었다.

## 역사
1910년대 말, 당시 한국에 도입되어 있던 증기 기관차가 성능이 화물을 끌기에 적합치 못해서, 조선총독부 철도국에서는 화물용 증기 기관차를 도입하기로 했다. 1919년에 미국 볼드윈에서 미카1형 12량을 도입해 주로 경의선에서 사용했고, 그와 동시에 미카2형 또한 12량을 알코에서 수입해 경의·경원·함경선에서 사용했다. 이후 1927년부터 1945년까지 298량의 미카3형이 도입되었는데, 정비 시의 부품 교체가 쉽도록 파시4형과 부품이 유사하게 제작되었다. 1950년대에는 미카5형이 등장했고, 기존의 미카1·2형을 한국산 갈탄을 사용하려고 개량했다. 중국의 sy11형 증기 기관차를 수입해 미카6형으로 명명했고, 일본의 D51형 증기 기관차를 수입해 방연판만 개조해서 미카7형으로 이름을 붙였다.

## 도입 수량 (불완전)
- 1919년 미카 1형: 볼드윈에서 12량
- 1919년 미카 2형: 아메리칸 로코모티브 컴퍼니에서 12량
- 1927년 미카 3형: 기샤세이조(汽車會社)에서 8량
- 1928년 미카 3형: 닛폰차량제조니혼샤료(日本車輛)에서 3량, 기샤가이샤에서 3량, 가와사키에서 5량, 히타치에서 3량
- 1930년 미카 3형: 경성공장에서 7량
- 1934년 미카 3형: 기샤세이조에서 4량
- 1935년 미카 3형: 히타치 제작소에서 4량
- 1936년 미카 3형: 기샤세이조에서 7량
- 1937년 미카 3형: 기샤세이조에서 14량, 가와사키에서 5량
- 1938년 미카 3형: 기샤세이조에서 18량
- 1939년 미카 3형: 니혼샤료에서 5량, 기샤가이샤에서 12량, 가와사키에서 5량, 히타치에서 4량
- 1940년 미카 3형: 니혼샤료에서 30량, 기샤가이샤에서 27량, 히타치에서 23량, 경성공장에서 2량
- 1941년 미카 3형: 기샤세이조에서 12량, 히타치에서 2량
- 1942년 미카 3형: 니혼샤료에서 6량, 히타치에서 6량
- 1943년 미카 3형: 니혼샤료에서 16량, 기샤가이샤에서 6량, 히타치에서 24량
- 1944년 미카 3형: 니혼샤료에서 14량, 히타치에서 18량
- 1945년 미카 3형: 가와사키 차량에서 4량, 히타치에서 1량
- 1950년 미카 7형: 미쓰비시 중공업에서 2량

## 미카3형 증기 기관차 상세 기록

### 조선총독부 철도 운영
- 1927년
  - 1701 - 1708 → 미카3 1 - 미카3 8: 기샤세이조 (제조번호 927 - 930, 961 - 964)
- 1928년
  - 1709 - 1711 → 미카3 9 - 미카3 11: 니혼사료 (제조번호 207 - 209)
  - 1712 - 1714 → 미카3 12 - 미카3 14: 히타치 제작소 (제조번호 293 - 295)
  - 1715 - 1717 → 미카3 15 - 미카3 17: 가와사키 차량 (제조번호 1251 - 1253)
  - 1718 - 1720 → 미카3 18 - 미카3 20: 기샤세이조 (제조번호 1016 - 1018)
- 1930년
  - 1721 - 1727 → 미카3 21 - 미카3 27: 조선총독부 철도 경성공장(제조번호 8 - 14)
- 1935년
  - 1728 - 1731 → 미카3 28 - 미카3 31: 히타치 제작소(제조번호 614 - 617)
  - 1732 - 1735 → 미카3 32 - 미카3 35: 기샤세이조 (제조번호 1331 - 1334)
- 1936년
  - 1736 - 1742 → 미카3 36 - 미카3 42: 기샤세이조 (제조번호 1382 - 1388)
- 1937년(쇼와 12년)
  - 1743 - 1747 → 미카3 43 - 미카3 47: 가와사키 차량(제조번호 1844 - 1848)
  - 1752 - 1765 → 미카3 52 - 미카3 65: 기샤세이조 (제조번호 1507 - 1514, 1526 - 1531)
- 1938년
  - 1748 - 1751 → 미카3 48 - 미카3 51: 니혼사료 (제조번호 514 - 517)
  - 1766 - 1770 → 미카3 66 - 미카3 70: 기샤세이조 (제조번호 1539 - 1543)
  - 미카3 81 - 미카3 93: 기샤세이조 (제조번호 1643 - 1647, 1656 - 1663)
- 1939년
  - 미카3 71 - 미카3 75: 니혼사료 (제조번호 607 - 611)
  - 미카3 76 - 미카3 80: 가와사키 차량(제조번호 2118 - 2122)
  - 미카3 94 - 미카3 99: 기샤세이조 (제조번호 1672 - 1677)
  - 미카3 100 - 미카3 103: 히타치 제작소 (제조번호 1036 - 1039)
  - 미카3 104 - 미카3 109: 기샤세이조 (제조번호 1766 - 1771)
- 1940년
  - 미카3 110 - 미카3 129: 기샤세이조 (제조번호 1896 - 1905, 1936 - 1945)
  - 미카3 130 - 미카3 147: 히타치 제작소 (제조번호 1171 - 1188)
  - 미카3 148 - 미카3 172: 니혼사료 (제조번호 817 - 841)
  - 미카3 173 - 미카3 179: 조선총독부 철도 경성공장(제조번호 64 - 70)
  - 미카3 180 - 미카3 186: 기샤세이조 (제조번호 1960 - 1966)
  - 미카3 187 - 미카3 191: 히타치 제작소 (제조번호 1324 - 1328)
  - 미카3 192 - 미카3 196: 니혼사료 (제조번호 842 - 846)
- 1941년
  - 미카3 197 - 미카3 208: 기샤세이조 (제조번호 2049 - 2054, 2156 - 2161)
- 1942년
  - 미카3 209 - 미카3 216: 기샤세이조 (제조번호 2209 - 2216)
  - 미카3 223 - 미카3 228: 니혼사료 (제조번호 1029 - 1034)
  - 미카3 248 - 미카3 278: 히타치 제작소 (제조번호 1621 - 1627, 1704 - 1727)
- 1943년
  - 미카3 217 - 미카3 222: 기샤세이조 (제조번호 2266 - 2271)
  - 미카3 229 - 미카3 244: 니혼사료 (제조번호 1142 - 1151, 1176 - 1181)
- 1944년
  - 미카3 245 - 미카3 247: 니혼사료 (제조번호 1261 - 1263)
  - 미카3 279 - 미카3 297: 히타치 제작소 (제조번호 1728, 1848 - 1855, 1945 - 1954)
  - 미카3 303 - 미카3 313: 니혼사료 (제조번호 1332 - 1342)
- 1946년 - 1947년… 교역공단 경유
  - 미카3 298 - 미카3 302: 히타치 제작소 (제조번호 2022 - 2026)

### 서선중앙철도 운영
- 1943년
  - 201, 202: 히타치 제작소 (제조번호 1457, 1458)
- 1944년
  - 203 - 206: 기샤세이조 (제조번호 2227 - 2230)
  - 207, 208: 니혼사료 (제조번호 1213, 1214)

## 보존
- 미카3-129호: 국립대전현충원 호국철도기념관
- 미카3-161호: 철도박물관 옥외전시장. 이 차량을 소재로 시인 안도현은 2001년에 《증기기관차 미카》라는 제목으로 책을 내기도 했다.
- 미카3-244호: 임진각 평화누리공원
- 미카3-304호: 제주특별자치도 제주시 연동 삼무공원
- 미카5-31호: 호남선 영산포역. 인천광역시 운봉공업고등학교에 있다가, 2002년 광주비엔날레공원에 전시되었고, 이후 이전되었다.
- 미카5-37호: 현대로템 창원공장
- 미카5-48호: 대구 어린이회관
- 미카5-56호: 경춘선 화랑대역. 서울 어린이대공원에 있다가 2017년 5월 18일 이전하였다.[2]

그 외 중국철도박물관에도 미카 3형과 동일 기종인 JF9 3673이 전시되어 있다.

## 등록문화유산

### 미카형 증기기관차 3-304호
등록문화재 제414호로 지정된 미카3-304호에 대해서는 미카형 증기기관차 304호 문서를 참조.

### 미카형 증기기관차 3-129호
등록문화재 제415호로 지정되었다가 2025년 6월 12일 등록 말소된 미카3-129호에 대해서는 미카형 증기기관차 129호 문서를 참조.

## 사진

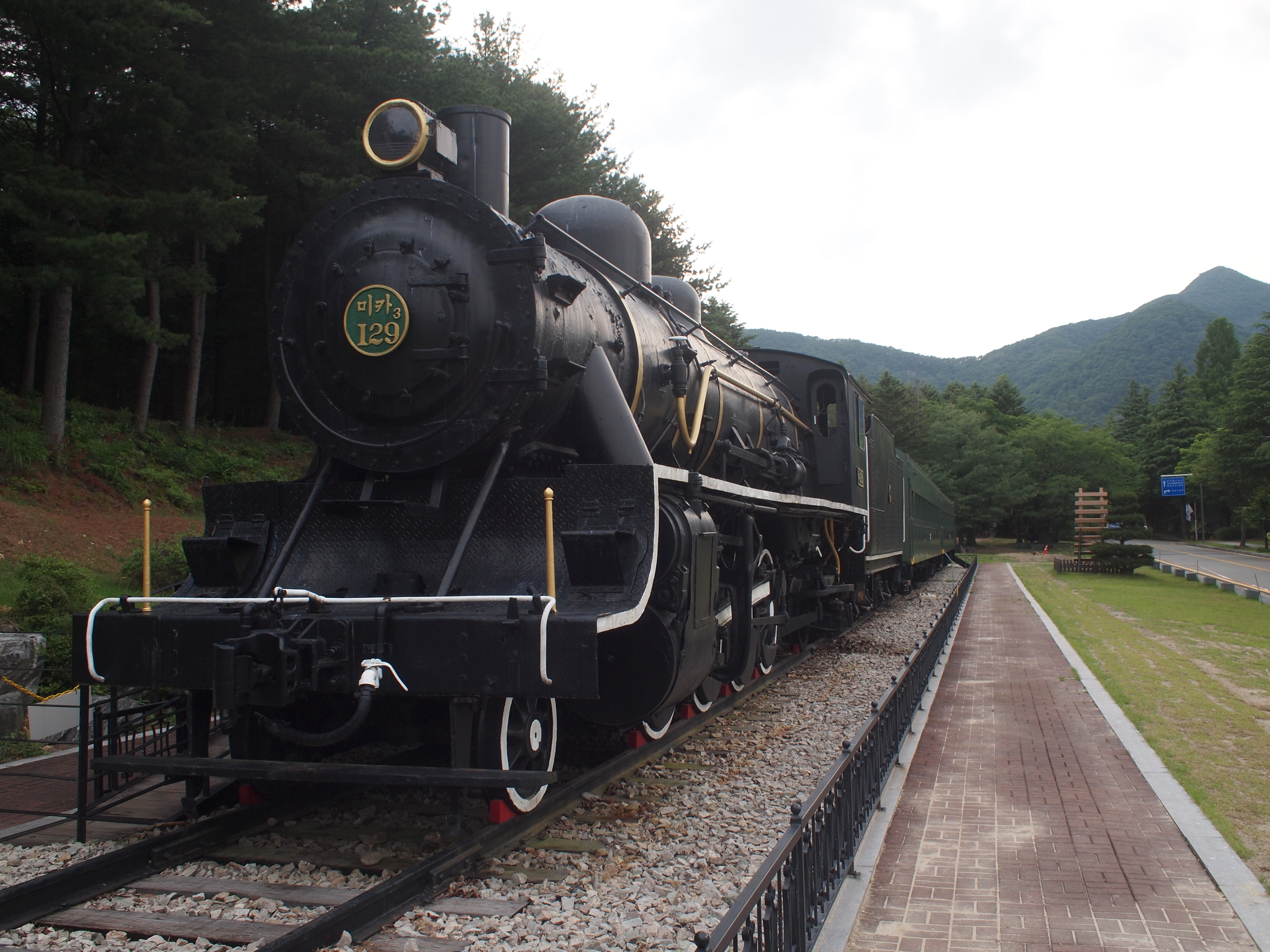
3-129호
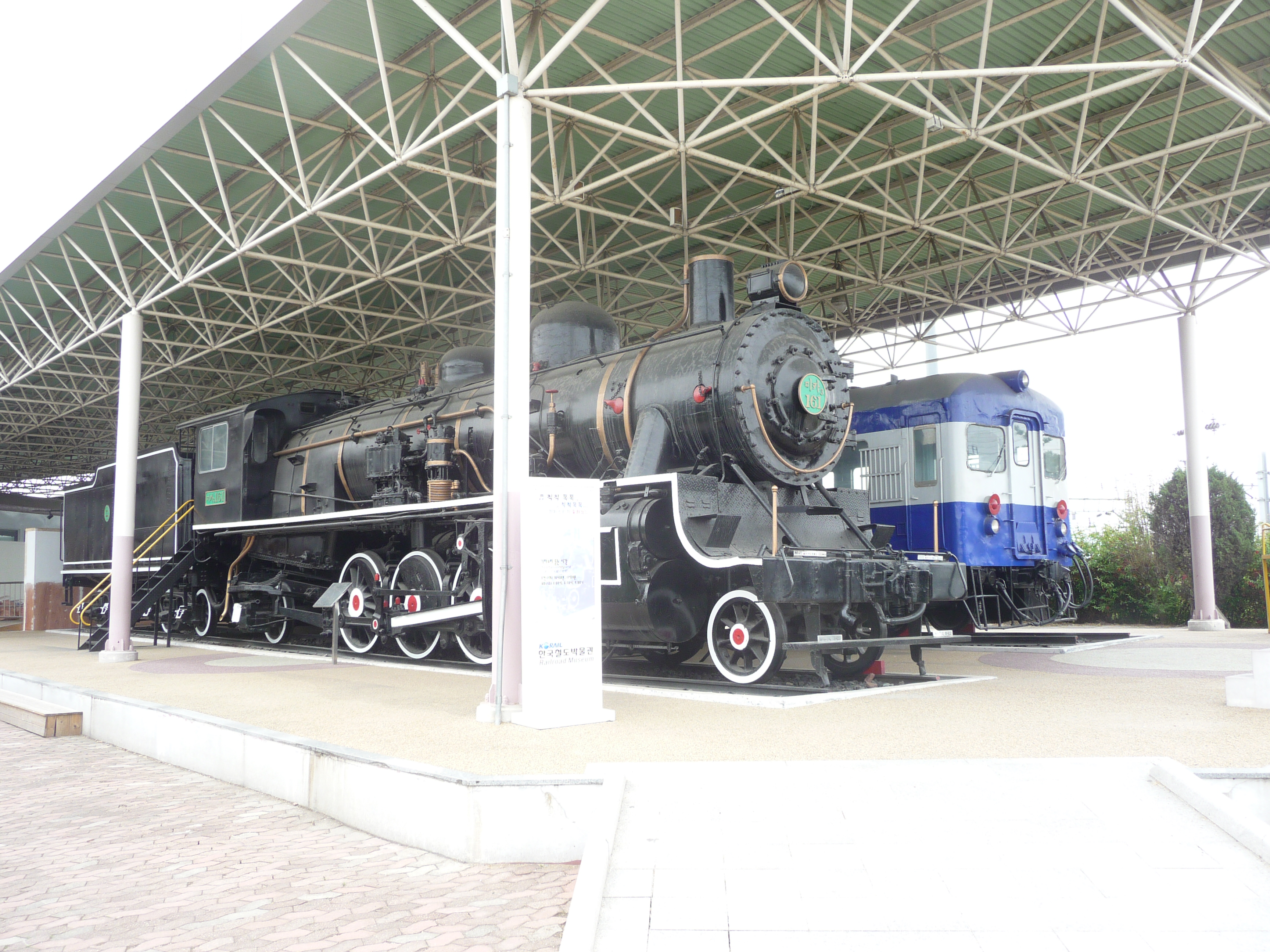
3-161호
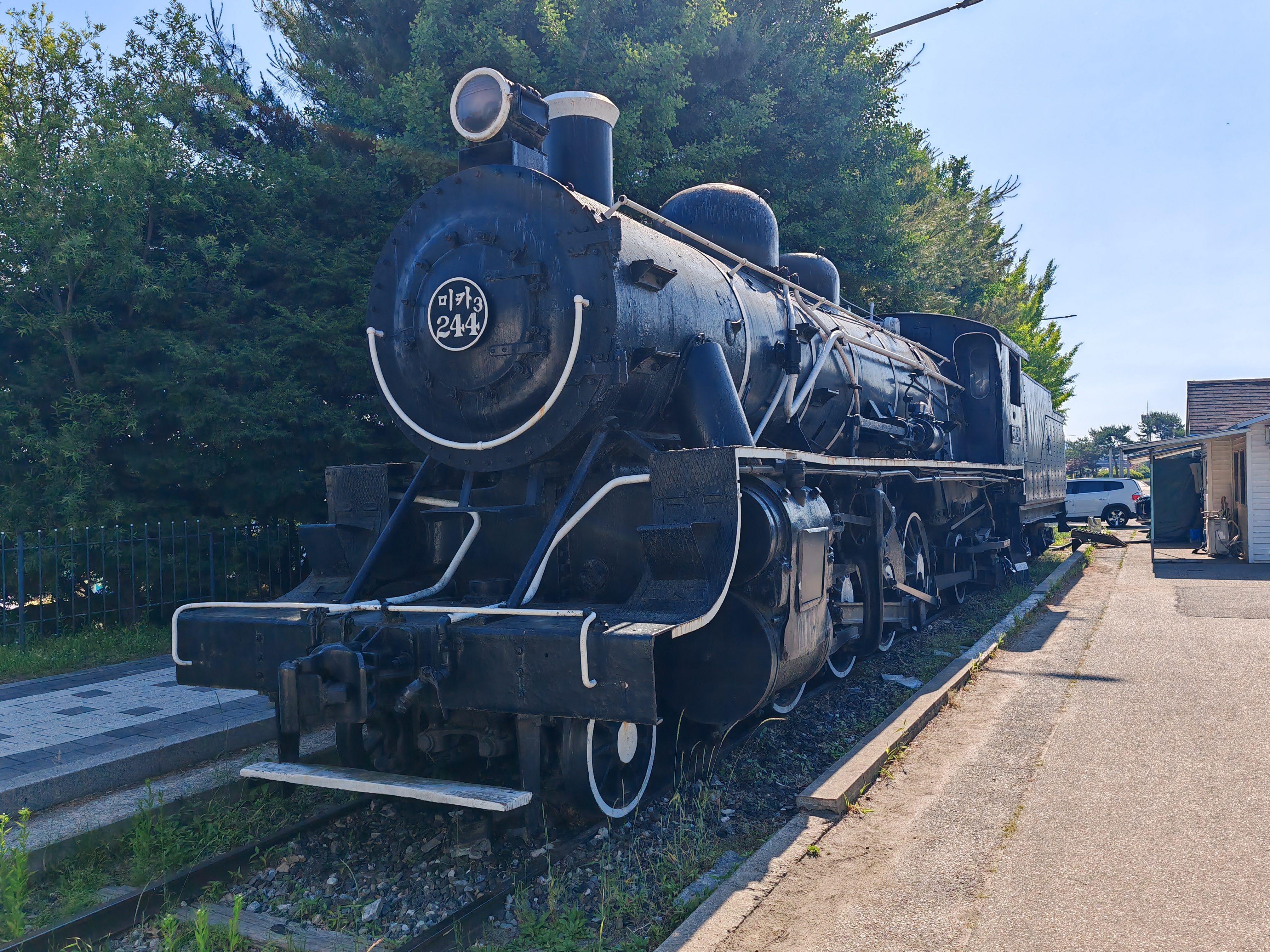
3-244호
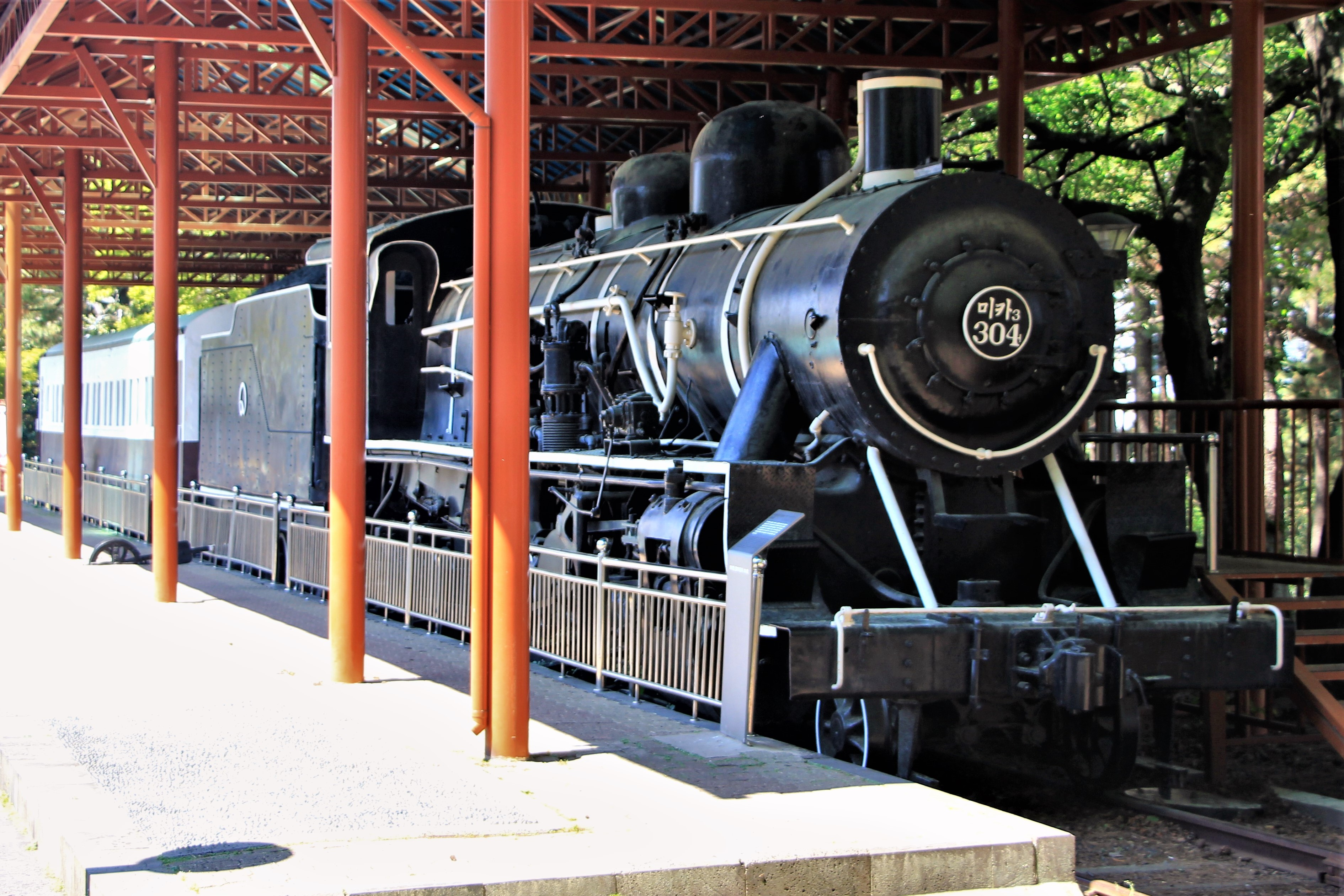
3-304호
5-31호
5-37호
5-48호
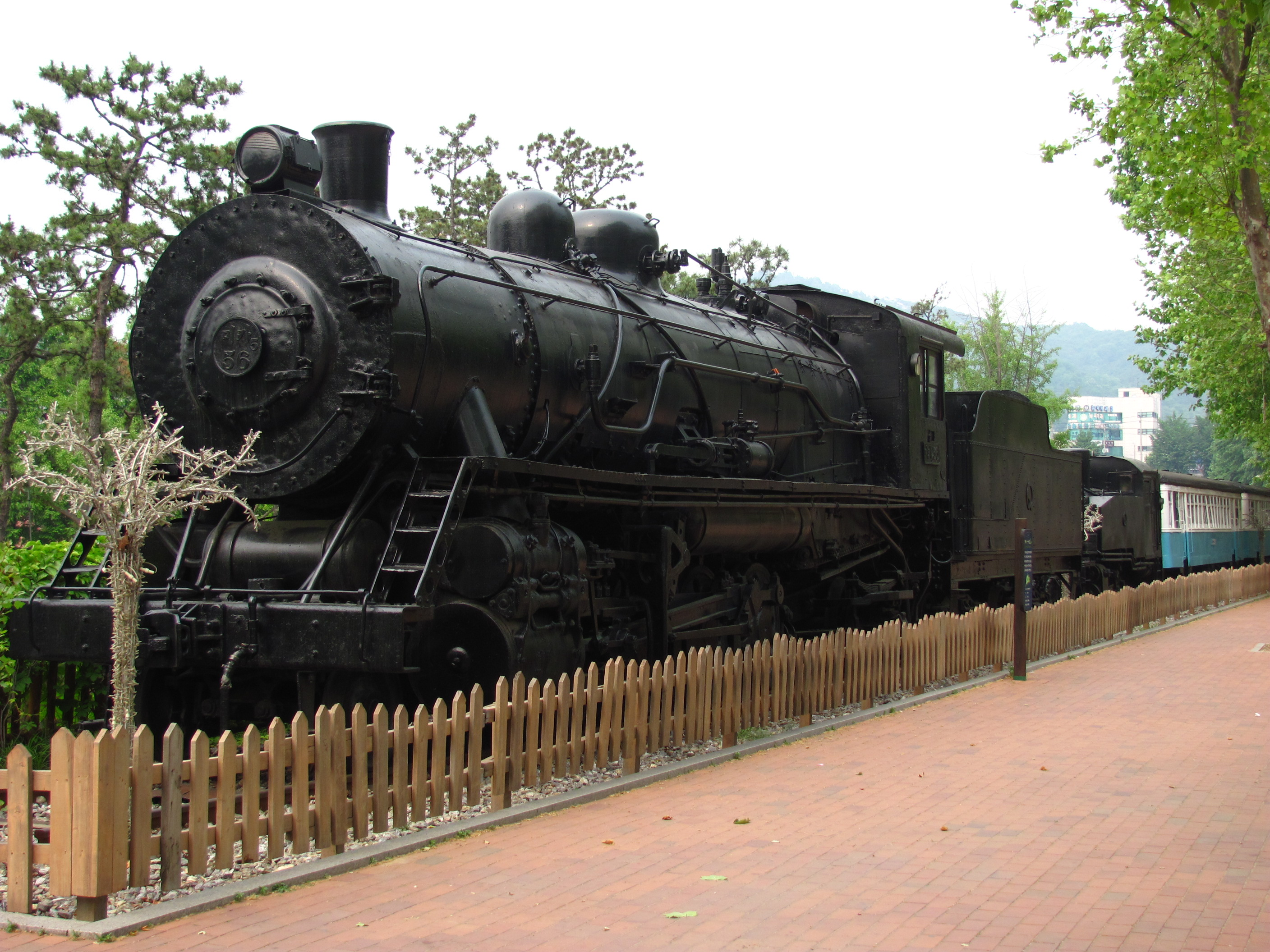
5-56호

## 참고 문헌
- 交通史編纂委員會 (1953). 《韓國交通動亂記》. 서울: 交通部.
- 변성우 외 (1999). 《한국철도차량 100년사》. 서울: 철도차량기술점검단.
- 기차가 온다 - 한국철도박물관 관장 배은선